# Situationist Comedy
Situationist Comedy is het derde studioalbum van de Amerikaanse punkband Dillinger Four. Het is uitgegeven door Fat Wreck Chords in 2002, en is tevens het eerste album dat de band door Fat Wreck heeft laten uitgeven.

## Nummers
1. "Noble Stabbings!!" - 3:20
2. "A Floater Left with Pleasure in the Executive Washroom." - 2:37
3. "Fuzzy Pink Hand-Cuffs" - 2:09
4. "The Father, the Son, and the Homosexual/Single Parent" - 2:04
5. "Sell the House Sell the Car Sell the Kids Find Someone Else Forget It I'm Never Coming Back Forget It" - 2:02
6. "Folk Song." - 2:27
7. "Fired-Side Chat" - 2:56
8. "'I Was Born on a Pirate Ship' (Hold Your Tongue)" - 2:36
9. "D4=Putting the 'F' Back in 'Art'" - 2:12
10. "All Rise for the Rational Anthem" - 2:15
11. "Labour Issues in the Toy Department" - 3:45
12. "File Under 'Adult Urban Contemporary'" - 2:36
13. "New Punk Fashions for the Spring Formal" - 2:59